# ゴットハルト・ハインリツィ

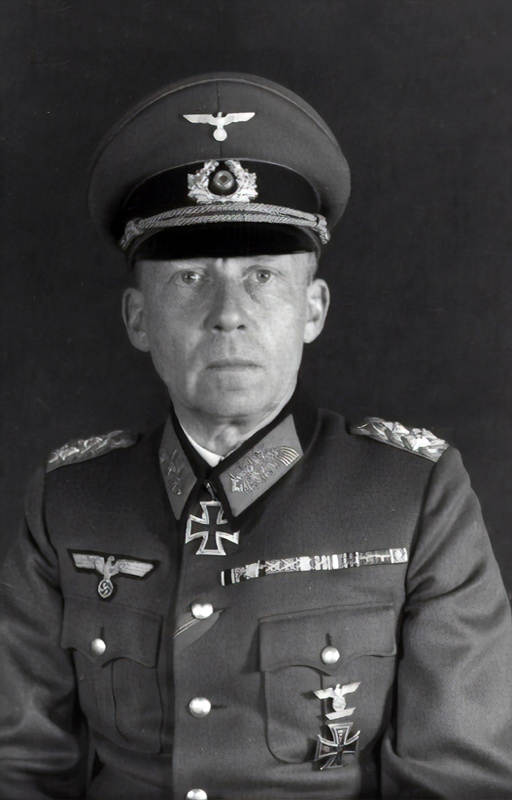
ゴットハルト・ハインリツィ

ゴットハルト・フェードア・アウグスト・ハインリツィ （Gotthard Fedor August Heinrici [ˈɡɔthaʁt haɪnˈʁiːtsi], 1886年12月25日 - 1971年12月13日）は、ドイツの陸軍軍人。最終階級は陸軍上級大将。史書では姓をハインリーキ、ハインリーチなどと表記することが多い。

## 生い立ち
東プロイセンのグムビネン（現：ロシア領グセフ）で牧師の子として生まれる。ゲルト・フォン・ルントシュテット元帥は従兄である。妻のゲアトルーデ・ハインリツィは、ユダヤ人の血が混じっていたが、2人の子供（娘・息子）と共に家族はアドルフ・ヒトラーから直接アーリア人認定を受けている。
1905年にドイツ帝国陸軍へ入隊し、1906年には少尉に任官した。

## 第一次世界大戦
第一次世界大戦では西部戦線および東部戦線に従軍し、ベルギー侵攻に参加、その後タンネンベルクの戦い、第一次マーズリー湖畔の戦い、ウッチの戦いなどにも参加し、1914年9月に二級鉄十字章を受賞。1915年7月に一級鉄十字章を受章し、大尉に昇進した。

## ヴァイマル共和国から第二次世界大戦開戦まで
第一次世界大戦後は、ヴェルサイユ条約で兵力10万人に制限されたヴァイマル共和国軍に選び残され、1924年～27年は第13歩兵連隊の中隊長を務め（1926年少佐へ昇進）、国軍省に異動、1930年に中佐へ昇進した。その後、1932年に第3歩兵連隊の大隊長を務め、1933年に大佐に昇進、1936年には少将へ昇進、1937年に第16歩兵師団長となり、1938年に中将へ昇進する。

## 第二次世界大戦

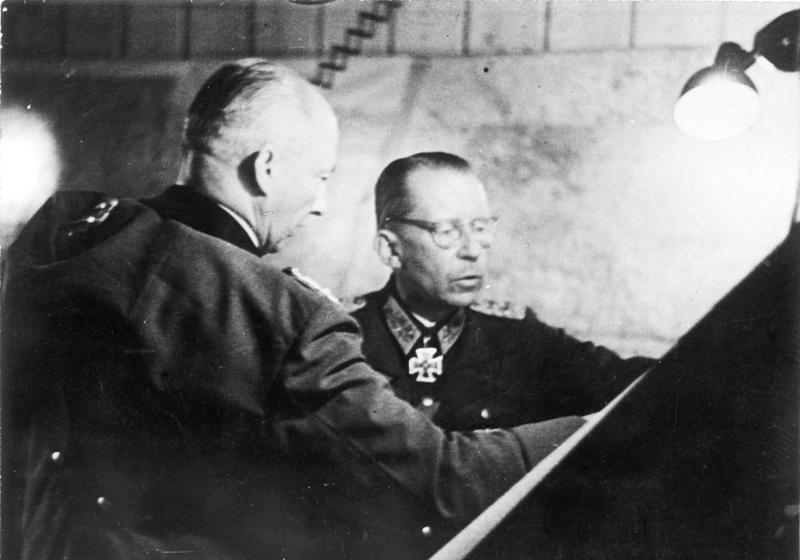
ギュンター・フォン・クルーゲ元帥と会議するハインリツィ上級大将（右の眼鏡の将校。1943年9月）

1940年に歩兵大将、及び第7軍団長となり、その後フランス他、西方諸国をめぐる戦いでは第XII軍団を率い戦った。翌1941年にはソ連への奇襲攻撃「バルバロッサ作戦」で、ハインツ・グデーリアン上級大将率いる第2装甲集団の配下で戦い、1942年1月に上級大将へ昇進し第4軍司令官となり、ソ連軍を相手に見事な防御戦術を確立したことから、傑出した機甲部隊指揮官、防御戦のエキスパートとして知られるようになる。1944年には第1装甲軍とハンガリー第1軍を指揮し、スロバキアへのソ連軍の侵入を阻止した。
1945年3月20日には、ハインリヒ・ヒムラーがヴァイクセル軍集団 （Heeresgruppe Weichsel） 司令官を解任された後、オーデル河沿いにフュルステンベルク(Fürstenberg) からバルト海までを防衛する同軍集団の司令官に任命され、柔軟な防御戦を行う。しかし、その後、ベルリンの救援と麾下部隊の退却などを巡って、ヴィルヘルム・カイテル元帥と衝突し、4月29日に解任され軍を去る。さらに国防軍最高司令部へ出頭を命じられるが、エルヴィン・ロンメル元帥と同様自殺を強いられることを心配した司令部の一大尉が、出来るだけ時間を掛けて出頭するよう懇請し、その勧めに従い出頭した時にはヒトラーの死が発表されていたため死を免れる。その後、イギリス軍に降伏し捕虜となった。

## 戦後
1948年5月18日に釈放され、ヴァイブリンゲン近郊に隠棲する。1971年12月13日、84歳で死去し、フライブルクの墓地に葬られた。